# Діамагнітні мінерали
Мінерали діамагнітні (рос. минералы диамагнитные, англ. diamagnetic minerals; нім. diamagnetische Minerale n pl) — мінерали, які характеризуються слабкими магнітними властивостями. Магнітна сприйнятливість їх є негативною і здебільшого лежить у межах від –10−6 до –10−7 на одиницю об'єму.
Діамагнетики: кварц, кальцит, польові шпати, самородне срібло і золото, флюорит і ін.